# 泉道亜紀
泉道 亜紀（せんどう あき、11月30日 - ）は日本の漫画家。埼玉県出身。血液型A型。現在、休筆中。

## 略歴
- 2008年（平成20年） - 12月第63回小学館新人コミック大賞において、『恋愛オンチ』で佳作受賞（当時27歳）[3][4]。この作品がデビュー作として『ちゃおデラックス』に掲載された[5]。

## 作品リスト
全て小学館、ちゃおホラーコミックスから刊行されている。
- 人間回収車（2011年 - 2024年、全12巻）
- 病棟少年（2020年 - 、既刊1巻）
  1. 2021年12月24日発売[6][7]、『ちゃおデラックスホラー』2020年9月増刊夏号[8]、2021年1月増刊冬号[9]、『ちゃお』2021年8月号別冊ふろく『ちゃおホラー「夏休み」』、『ちゃおデラックス』2021年9月号[10]、11月号[11]、ISBN 978-4-09-871562-6
    - 病棟少年☆制作秘話（描きおろし）

### アンソロジー
- 口だけ女〜街で噂の怖い話〜[12]（2011年11月30日発売[13]、ISBN 978-4-09-134236-2）
  - 人間回収車
- ちゃおホラー･ベストセレクション ホラー傑作選 魔[14]（2015年4月30日発売[15]、ISBN 978-4-09-137400-4）
  - 人間回収車 回収リスト 長谷川沙織
- ちゃおホラーベストセレクション ほんとうにこわい恋愛〜恐ろしすぎる恋の罠〜[16]（2016年10月31日発売[17]、ISBN 978-4-09-138843-8）
  - 人間回収車 回収リスト 橘 三恵

### 単行本未収録作品
- バイバイおさななじみ（『ちゃおデラックス』2009年8月夏の超大増刊号）
- かかってコイ♡（『ちゃおデラックス』2010年4月春の超大増刊号）
- 初恋♡かきおろし（『ちゃおデラックス』2010年10月秋の超大増刊号）
- ナイショの姉妹（『ちゃおデラックス』2011年2月春待ち超大増刊号）
- 高校デビュー?（『ちゃおデラックス』2011年6月初夏の大増刊号）
- ニーハオ♡ダーリン（『ちゃおデラックス』2011年8月夏の超大増刊号）
- 極甘男子（『ちゃおデラックス』2011年10月秋の超大増刊号）
- ドラキュラ上等!（『ちゃお』2012年5月号）
- まんが家目指してますが、なにか？（『ちゃおデラックス』2012年6月初夏の超大増刊号）
- アウェー上等!（『ちゃおデラックス』2012年10月秋の超大増刊号）
- らぶパンチ!（『ちゃおデラックス』2012年12月冬の大増刊号）
- ミステリーハンター〜学校のななふしぎ〜（『ちゃお』2015年8月号[18] - 10月号[19]）
- 悪夢であいましょう[20]（『ちゃおデラックス』2020年5月号）
- （タイトル不明）[21]（『ちゃお』2020年7月号綴じ込みふろく『コワすぎ!最新都市伝説』）